# Steven Ekholm
Steven Leonard Ekholm, född 26 september 1968 i White Plains i New York, är en svensk författare, litteraturkritiker, frilansskribent och före detta lärare.
Steven Ekholm utbildade sig vid Umeå universitet, University of Wales Trinity Saint David och vid Sorbonne, Paris. Han lämnade lärarjobbet på Nolaskolan i Örnsköldsvik år 2000 i samband med att hans två första böcker kom ut på Natur&Kultur, och har sedan dess helt eller delvis arbetat som frilansskribent. Återkommande intresseområden i hans produktion har varit populärlitteratur, resor och gastronomi. Sedan 2006 är han även litteraturkritiker på BarnUng-redaktionen på Dagens Nyheter. 
2018 vann han "Best in the World" vid Gourmand Cook Book Awards med boken Vår del av världen : Höga kusten : ursprung, råvaror och smaker.  Boken vann även Måltidsakademiens första pris år 2017 i kategorin Regional måltidslitteratur.

### Non-fiction
- 2013 – Höga Kusten. Vandringsleder och besöksmål i världsarvet med skärgården och Skuleskogens nationalpark. Calazo Förlag
- 2016 – Mitt Baskien. Karavan Förlag
- 2017 –  Höga Kusten: vandring, paddling och sevärdheter i världsarvet, skärgården och Skuleskogens nationalpark. Calazo Förlag, Andra reviderade och utökade upplagan. Utgavs även på engelska och tyska.
- 2017 –  Vår del av världen : Höga kusten : ursprung, råvaror och smaker[1](foto:  Peder Sundström, Håkan Nordström, Anders Lönn) Magasin Höga Kusten Publishing,
- 2021 –  Höga Kusten: vandring, paddling och sevärdheter i världsarvet, skärgården och Skuleskogens nationalpark. Calazo Förlag. Tredje reviderade och utökade upplagan.
- 2023 –  Tryffelfeber: Bland matnördar, maffia och miljardärer. (Tillsammans med Christina Wedén). Norstedts
- 2025 - Höga Kusten: vandring, paddling och sevärdheter i världsarvet, skärgården och Skuleskogens nationalpark. Calazo Förlag. Fjärde reviderade och utökade upplagan.
- 2025 - Upptäck Baskien & San Sebastián. Karavan Förlag.

### Skönlitteratur
- 2006 –  ”Farewell, Mr Wong”, i 15 gånger Asien. Mekong Förlag, 2006. En av 15 texter i en antologi om Asien.
- 2007 –  ”Frimärksrummet”, i Läsa mer. Nio lättlästa noveller. Bok & Webb.. En av 10 vinnare i novelltävlingen.
- 2010 –  ”Passion och pannkakor”, i Icakurirens novelltävling 2010 Icakuriren..En av 10 vinnare i novelltävlingen.
- 2014 –  ”Mannen i parken”,[3] i Debut i Död. 24 deckarnoveller. Bokförlaget Axplock. En av de bidragande novellerna.

### Läromedel
- 2000 –  En Guide till Fantasy. Natur&Kultur. Tematisk och historisk presentation av fantasygenren och dess ursprung från antiken till idag.
- 2000 –  Fantasy. Antologi. Natur&Kultur.
- 2001 –  Skräck. Antologi, (Ess i svenska) Natur&Kultur.
- 2001 –  Fantasy. Antologi. (Ess i svenska) Natur&Kultur.
- 2003 –  Kärlek. Antologi. (Ess i svenska) Natur&Kultur
- 2003 –  Cyberpunk och science fiction. Antologi. (Ess i svenska) Natur&Kultur
- 2005 –  Deckare. Antologi. (Ess i svenska) Natur&Kultur
- 2007 –  Krig. Antologi (Tillsammans med Björn Höglund). Natur&Kultur
- 2008 –  Från Tolkien till Thydell. Antologi för grundskolans senare del. (Tillsammans med Annika Lyberg Mogensen & Malin Nordberg) Natur&Kultur
- 2008 –  Från Gilgamesh till Guillou. Litteraturhistorisk antologi för grundskolans senare del. (Tillsammans med Annika Lyberg Mogensen & Malin Nordberg) Natur&Kultur
- 2008 –  Från Cras till Krog. Antologi för grundskolans senare del. (Tillsammans med Annika Lyberg Mogensen & Malin Nordberg) Natur&Kultur
- 2008 –  Från Boye till Blogg. Antologi för grundskolans senare del. (Tillsammans med Annika Lyberg Mogensen & Malin Nordberg) Natur&Kultur
- 2009–2011 -– SVENSKA i dag.[4] Basläromedelspaket i svenska för grundskolans senare del. (Tillsammans med Annika Lyberg Mogensen & Malin Nordberg) Natur&Kultur

## Priser och utmärkelser
- 2017 – 1:a pris i kategorin Regional måltidslitteratur[2] av Måltidsakademien för Vår del av världen : Höga kusten : ursprung, råvaror och smaker.
- 2018 – Guldmedalj, "Best in the World" vid Gourmand Cook Book Awards för Vår del av världen : Höga kusten : ursprung, råvaror och smaker[1]